# Ремо Джацото
Ремо Джацото (на английски: Remo Giazotto) е италиански музиколог.
Известен е със систематичното съставяне на каталог на творчеството на Томазо Албинони, за когото пише и биография.
През 1945 г., докато съставя каталога и биографията, той композира прочутото адажио в сол минор, което почти винаги грешно се приписва на Албинони. Джацото основава композицията си на фрагмент и басови линии на Албинони, които открива сред развалините на Дрезденската държавна библиотека, разрушена през Втората световна война.